# Латвия во Второй мировой войне

Латвия и соседствующие страны до Второй мировой войны

В ходе Второй мировой войны Латвия стала одной из стран, которая по секретному дополнительному протоколу к пакту Молотова — Риббентропа вошла в советскую сферу влияния. После заключения пакта СССР аннексировал Латвию в августе 1940 года. Образованная в составе СССР Латвийская ССР вступила в Великую Отечественную войну против нацистской Германии 22 июня 1941 года.

## Советская аннексия Латвии

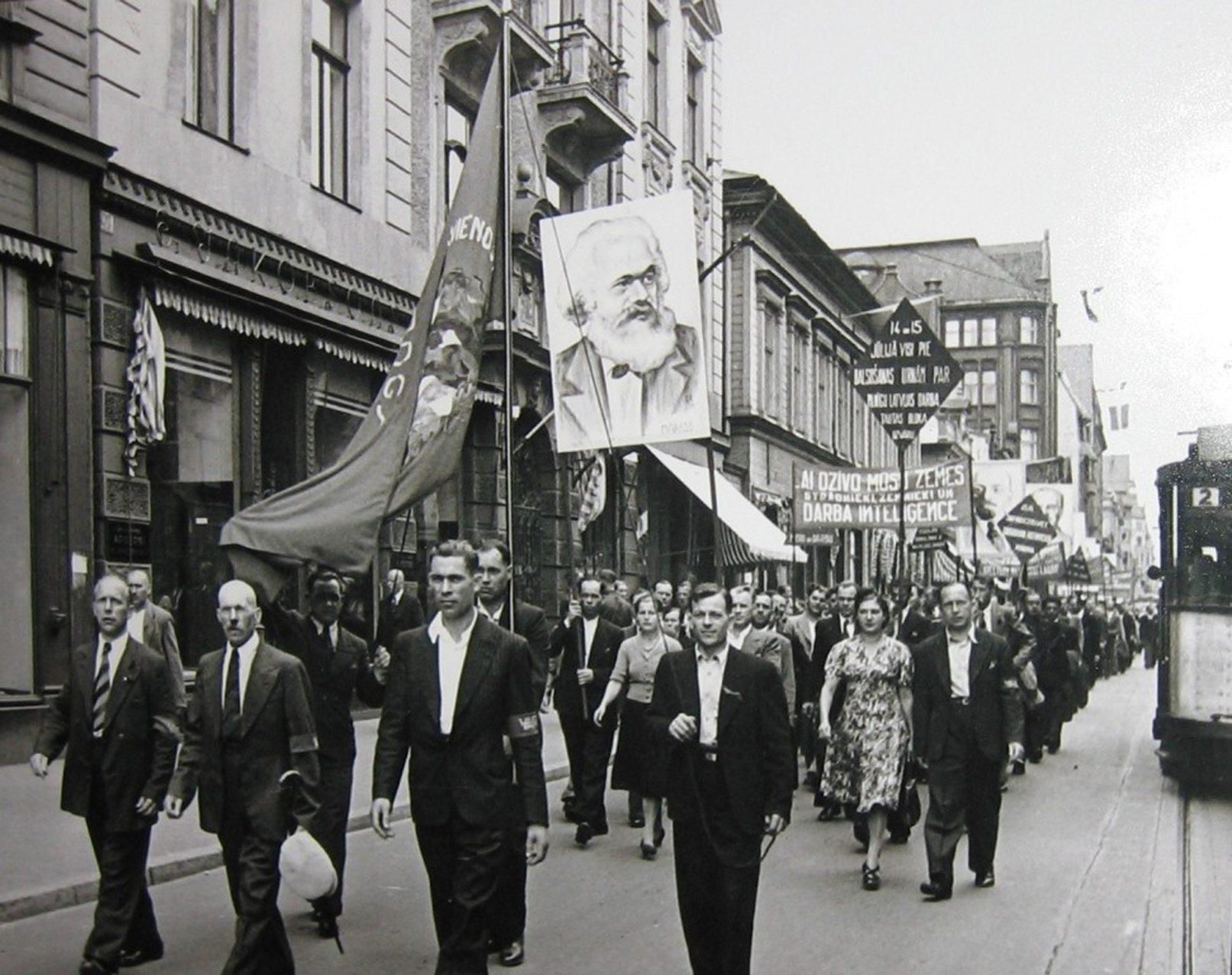
Просоветская демонстрация в Риге, 1940 год

До Второй мировой войны Латвией правил авторитарный режим, установленный государственным переворотом в 1934 году латвийским премьер-министром Карлисом Улманисом. 23 августа 1939 года нацистская Германия и СССР подписали пакт Молотова — Риббентропа, секретный протокол к которому разделил между ними сферы интересов в Восточной Европе. 5 октября 1939 года Латвия была вынуждена подписать с СССР пакт о взаимопомощи, по которому СССР имел право разместить свои войска на территории Латвии. 16 июня 1940 года Латвия, вслед за Литвой, получила советский ультиматум, обвиняющий её в нарушениях пакта о взаимопомощи и требующий установить просоветское правительство. На следующий день советская армия оккупировала Латвию.
После советской оккупации ко власти в Латвии пришло правительство во главе с Августом Кирхенштейном. В июле 1940 года оно провело безальтернативные парламентские выборы в новый парламент Латвии, Народный сейм, на которой единственной допущенной партией был просоветский «Блок трудового народа». 21 июля Народный сейм изменил название государства на «Латвийская советская социалистическая республика» и направил просьбу о принятии Латвии в состав СССР в Москву. 5 августа 1940 года Латвия была аннексирована СССР.
В июне 1941 года СССР депортировал из Латвии 15,5 тысяч человек.

## Оборонительные бои советских войск
С первых дней Великой Отечественной войны территория Латвии стала ареной ожесточённых боев. Вместе с красноармейцами и моряками против немецких войск сражались рабочие отряды, отряды комсомольцев, члены советского и партийного актива. На территории Латвии были сформированы два добровольческих латышских полка, которые в июле — октябре 1941 года в составе 8-й армии сражались на территории Латвии и под Ленинградом.
В то же время среди населения Латвии были распространены антисоветские настроения и прогерманские симпатии. Также после начала боевых действий вооружённые отряды из бывших членов ликвидированной организации айзсаргов начали нападать на отступающие малочисленные части РККА, убивать государственных служащих, партийных активистов, местных сторонников советской власти, что осложнило положение советских войск в Прибалтике.
26 июня 1941 года гитлеровцы захватили Даугавпилс, 29 июня — Лиепаю, 1 июля — после двухдневных боёв захватили Ригу.
Менее чем через 3 недели после начала Великой Отечественной войны (к 8 июля 1941 года) вся территория Латвии была оккупирована вермахтом.

## Немецкая оккупация территории Латвии

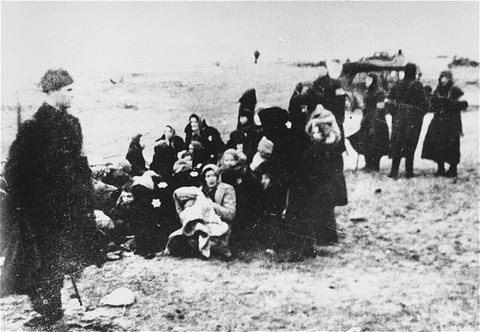
Члены 21-го латвийского полицейского батальона собирают на пляже вблизи Лиепая группу евреев для казни, 15 декабря 1941 года.

К 8 июля 1941 года Латвия была оккупирована Германией, а на её территории был установлен оккупационный режим.
Латвия была включена в состав рейхскомиссариата «Остланд» и была объявлена округом Леттланд с центром в Риге (часть территории при этом была включена в состав тылового района группы армий «Север» и находилась под управлением военного командования вермахта). Территория Латвии была разделена на шесть округов, во главе которых находились гебитскомиссары.
18 августа 1941 года все предприятия и земли Латвии как военные трофеи были объявлены собственностью германского государства.
На территории Латвии были созданы 48 тюрем, 23 концентрационных лагеря (Саласпилс, Кайзервальд, Милгравич и др.) и 18 еврейских гетто. В Латвии был открыт «Ansiedlungsstab» — представительство организации, которая занималась заселением в Латвию немецких колонистов.
По советским данным, за годы немецкой оккупации с 22 июня 1941 года до окончания Великой Отечественной войны численность населения Латвии уменьшилась на 400 тыс. человек (более чем на 20 % от общей численности), нацистами и их пособниками было убито 313 798 советских граждан (в том числе, 39 835 детей) и 330 тысяч советских военнопленных. Десятки тысяч были заключены в тюрьмы, концлагеря и гетто, 279 615 человек были вывезены на принудительные работы в Германию. Оккупанты при содействии латышских коллаборационистов в 1941—1942 годах полностью уничтожили еврейское население Латвии.
Общий ущерб экономике Латвийской ССР в период немецкой оккупации оценивается в 20 млрд советских рублей (в довоенных ценах). Немецкие оккупанты превратили в руины города Елгава, Даугавпилс, Резекне, Балвы, Валмиера, разрушили и взорвали практически все электростанции и ряд промышленных предприятий, 550 мостов, 1990 км железнодорожных путей (более 62 % от их общей протяжённости), вывезли и вывели из строя практически весь железнодорожный подвижный состав; похитили, вывезли в Германию и вывели из строя сельхозмашины и инвентарь совхозов и МТС; конфисковали 800 тыс. голов крупного рогатого скота, 500 тыс. свиней и свыше 100 тыс. лошадей.

## Разгром немецких войск в Прибалтике
Летом 1944 Советская Армия начала освобождение Латвии.
Наступление войск 2-го Прибалтийского фронта началось 10 июля 1944 года: 10-я гвардейская армия и 3-я ударная армия начали наступление в направлении на Резекне, а 22-я армия и 4-я ударная армия — наступление вдоль Западной Двины в направлении на Даугавпилс.
18 июля 1944 года в районе Шкяуне части 2-го Прибалтийского фронта пересекли довоенную границу Латвийской ССР.
27 июля 1944 года были освобождены Резекне и Даугавпилс.
1 августа 1944 года части 2-го Прибалтийского фронта начали наступление на Лубанской низменности, прорвали оборонительный рубеж противника на правом берегу реки Айвиексте и вышли к городам Цесвайне, Мадона, Гостини.
26 сентября 1944 года советские войска вышли к промежуточному оборонительному рубежу «Цесис», 27 сентября 1944 года части прикрытия противника оставили позиции и отошли к рубежу «Сигулда».
27 сентября 1944 года советские войска вышли к оборонительному рубежу «Сигулда», протянувшемуся от Резекне до Рижского залива.
13 октября 1944 года была взята Рига, и в Латвии была восстановлена советская власть. Полностью территория Латвии была освобождена лишь в мае 1945 года (так называемая Курляндская группировка немцев).
В боях за Латвию погибло около 150 тыс. советских воинов, их останки покоятся в более чем 400 захоронениях. Около 20 тыс. воинов латышского корпуса и партизан награждено орденами и медалями, звания Героя Советского Союза удостоено 28 человек.

## Участие латышей воВторой мировой войне

### Сторонники СССР

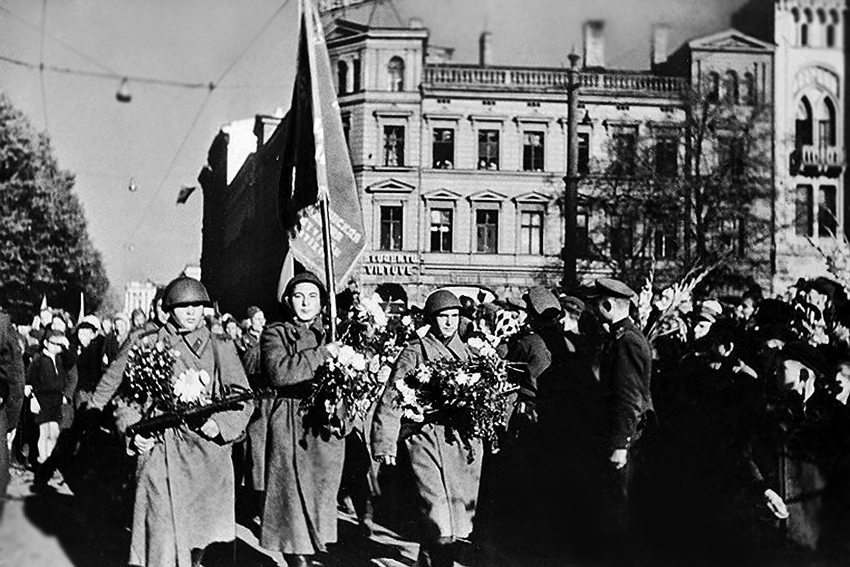
Солдаты 130-го стрелкового корпуса на улице Риги. 16 октября 1944 года.

3 августа 1941 года началось формирование 201-й Латвийской стрелковой дивизии; в сентябре в ней насчитывалось 10 тыс. человек. За бои под Москвой и Старой Руссой 201-я латышская стрелковая дивизия была удостоена звания гвардейской.
В ходе Великой Отечественной войны в составе советских вооружённых сил были созданы 130-й Латышский стрелковый корпус, две латышские стрелковые дивизии, один полк лёгких бомбардировщиков, один зенитный полк. Латышские воинские части участвовали в обороне Ленинграда, боях в районе Великих Лук, освобождении Латвии. Кроме того, латыши сражались в составе других воинских частей Советской Армии. Героями Советского Союза стали 12 латышей.
В самой Латвии действовали подпольные группы, развернулось партизанское движение. Также, на территории Латвии действовали советские партизаны, базировавшиеся в соседних районах РСФСР и Белорусской ССР. В Ленинградской области летом 1942 был создан и начал действовать латышский партизанский полк «За Советскую Латвию», весной 1943 — латвийская партизанская бригада. Партизаны нападали на небольшие немецкие гарнизоны, уничтожали гитлеровских пособников, препятствовали угону людей в Германию.
Общая численность советских латвийских партизан, действовавших в 1941—1944 годы на территории Латвии в составе 3 партизанских бригад и 20 партизанских отрядов, оценивается в 4970 человек. Партийное подполье насчитывало два подпольных обкома (Видземский и Латгальский), три подпольных уездных комитета (Валкский, Абренский и Мадонский) и 11 комсомольских организаций и объединяло 654 чел. (468 коммунистов и 186 комсомольцев).

### Противники СССР
Во время оккупации многие латыши стали пособниками немецких оккупационных властей, они служили в подразделениях вермахта (в качестве добровольцев — «Freiwillige» и «добровольных помощников» — «Hiwi»), полиции и иных военизированных вооружённых формированиях, принимали активное участие в массовых убийствах мирного населения (в том числе, евреев) и совершении иных военных преступлений.
В 1941 году началось формирование латышских полицейских «шуцманншафт»-батальонов.